# Cyrestis tonkiniana
Cyrestis tonkiniana är en fjärilsart som beskrevs av Hans Fruhstorfer 1901. Cyrestis tonkiniana ingår i släktet Cyrestis och familjen praktfjärilar. Inga underarter finns listade i Catalogue of Life.